# Vue des Alpes
De Vue des Alpes is een 1283 meter hoge Zwitserse bergpas die de verbinding vormt tussen La Chaux-de-Fonds en Malvillier in het kanton Neuchâtel.
In 1995 werd de Vue des Alpes-Tunnel van 3250 m lengte tussen Les Hauts-Geneveys en La Chaux-de-Fonds geopend. Hiermee ontstond een verbinding die ook in de winter begaanbaar is.
Albrun · Albula · Alpe Gesero · Bernina · Brünig · Chasseral · Croix · Ferret · Flüela · Forclaz · Furka · Furggu · Gemmi · Glas · Glaubenberg ·  Glaubenbüelen · Gries · Grimsel · Grote Scheidegg · Grote St.-Bernhard · Gurnigel · Gueulaz · Jaun · Julier · Klausen · Kleine Scheidegg · Kunkel · Lenzerheidepas · Livigno · Lukmanier · Maloja · Moosalp · Morgins · Mosses · · Saanenmöser · Neggia · Nufenen · Oberalp · Ofen · Pillon · Planches · Pragel · San Bernardino · Sanetsch · Schallenberg · Simplon · Sint-Gotthard · Splügen · Susten · Umbrail · Vue des Alpes · Wolfgang